# Legumier
Als Legumier (von französisch légume ‚Gemüse‘) bezeichnet man in einer Küchenbrigade den Gemüsekoch.
Er ist für die Zubereitung von Gemüse zuständig. Die Bandbreite reicht von gefülltem Gemüse über Pilze bis zu Pürees von Hülsenfrüchten.
In kleineren bis mittleren Restaurantbetrieben wird diese Arbeit oftmals vom Entremetier übernommen.